# Anfiteatro romano di Lecce
L'anfiteatro romano di Lecce è un monumento nazionale italiano di epoca romana situato in piazza Sant'Oronzo. Risale all'età augustea.
Dal dicembre 2014 il Ministero per i beni e le attività culturali lo gestisce tramite il Polo museale della Puglia, nel dicembre 2019 divenuto Direzione regionale Musei.

## Lecce
L'anfiteatro romano, insieme al non lontano teatro, è il monumento più espressivo dell'importanza raggiunta da Lupiae, ossia Lecce romana, tra il I e il II secolo d.C. Augusto, ancor prima di diventare imperatore, passò da Lupiae in un momento particolarmente turbolento. Dopo l’uccisione di Giulio Cesare, cercando in qualche modo di sdebitarsi con l’ospitalità ricevuta si ricordò di Lupiae finanziando la costruzione di 2 grandi edifici da spettacolo: l’anfiteatro romano e il teatro romano di Lecce.
La datazione del monumento è ancora oggetto di discussione e oscilla tra l'età augustea e quella traiano-adrianea.
Il monumento venne scoperto durante i lavori di costruzione del palazzo della Banca d'Italia, effettuati nei primi anni del '900. Le operazioni di scavo per riportare alla luce i resti dell'anfiteatro iniziarono quasi subito, grazie alla volontà dell'archeologo salentino Cosimo De Giorgi e si protrassero sino al 1940.
Attualmente è possibile ammirare solo un terzo dell'intera struttura, in quanto il resto rimane ancora nascosto nel sottosuolo di piazza Sant'Oronzo dove si ergono alcuni edifici e la chiesa di Santa Maria della Grazia. Di fatto l'altezza dell'arena originale era ben superiore rispetto a quella odierna.

## Descrizione
L'anfiteatro misurava all'esterno 102×83 m, con l'arena di 53×34 m, e poteva contenere circa 25 000 spettatori.
Del monumento, realizzato in parte direttamente nella roccia e in parte costruito su arcate in opera quadrata, rimangono allo scoperto, oltre ad una parte dell'arena ellittica, intorno alla quale si sviluppano le gradinate dell'ordine inferiore, due corridoi anulari, uno che corre sotto le gradinate, l'altro, esterno, porticato, cui appartengono i numerosi e robusti pilastri, sui quali era imposto l'ordine superiore scandito, al pari di altri similari monumenti, dal Colosseo all'Arena di Verona, in una galleria di fornici.
L'arena, nella quale si tengono spettacoli teatrali e rappresentazioni sceniche di autori antichi e moderni, era divisa dalla cavea da un alto muro che era ornato da un parapetto (podium) adorno di rilievi marmorei a bauletto figuranti scene di combattimento tra uomini ed animali. Anche nel muro di divisione tra l'arena e la cavea si aprivano diversi passaggi di comunicazione col corridoio centrale ed un più angusto corridoio, scavato immediatamente dietro l'arena, era adibito ai servizi del monumento.

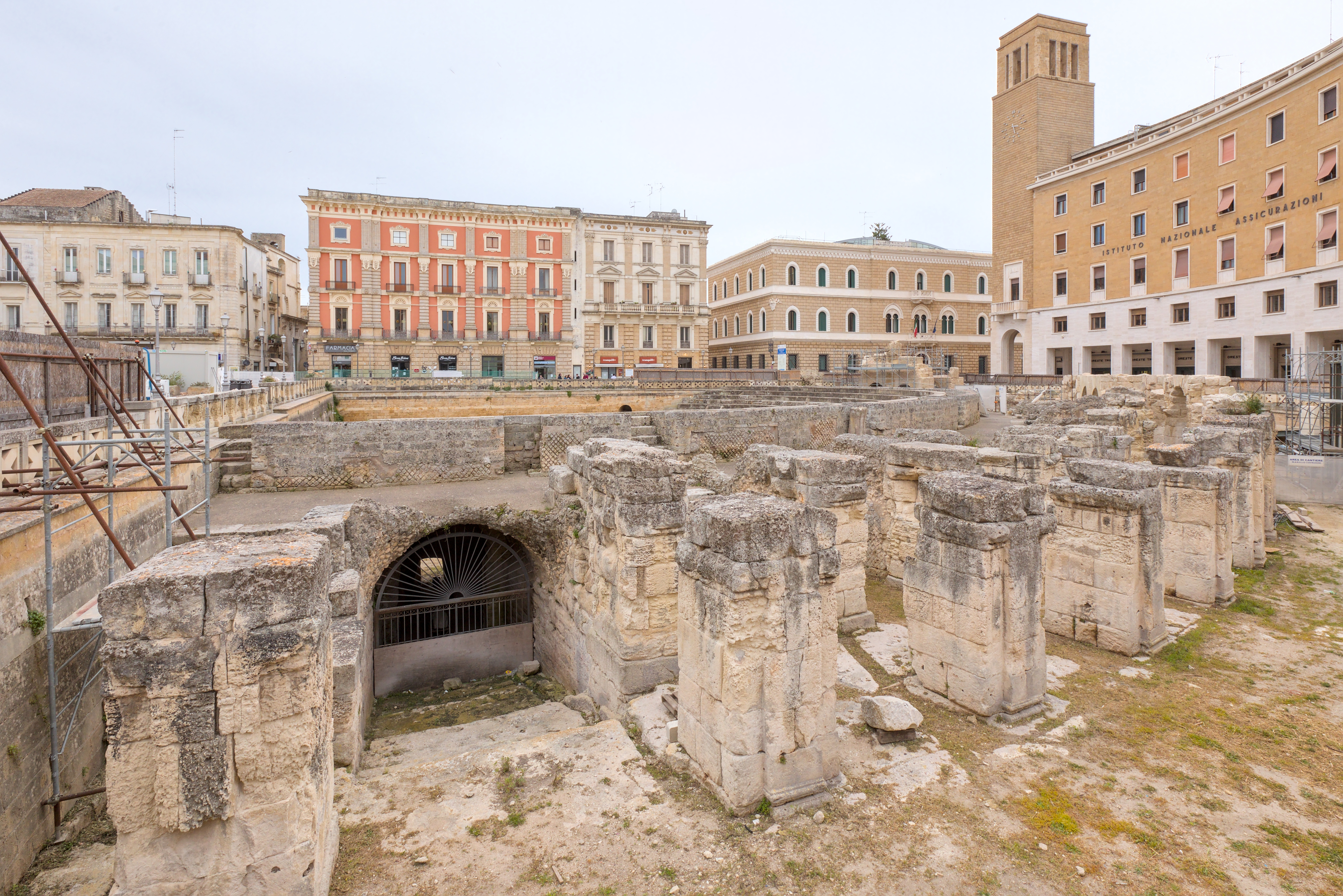
L'anfiteatro romano.
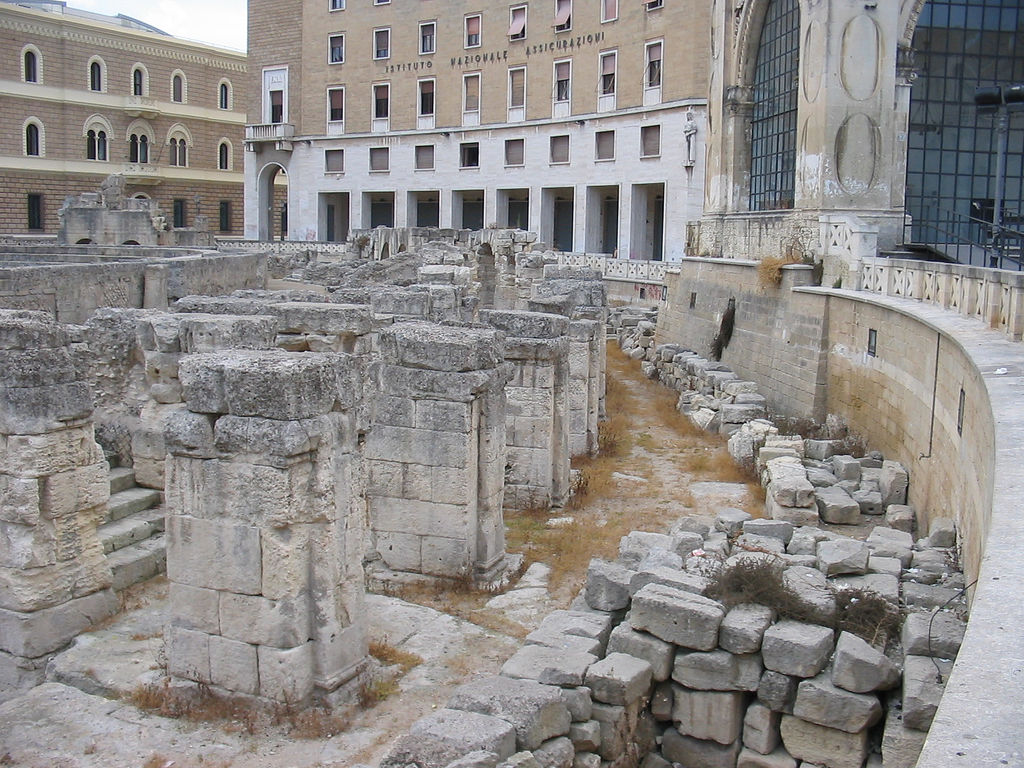
Parte dell'anfiteatro.
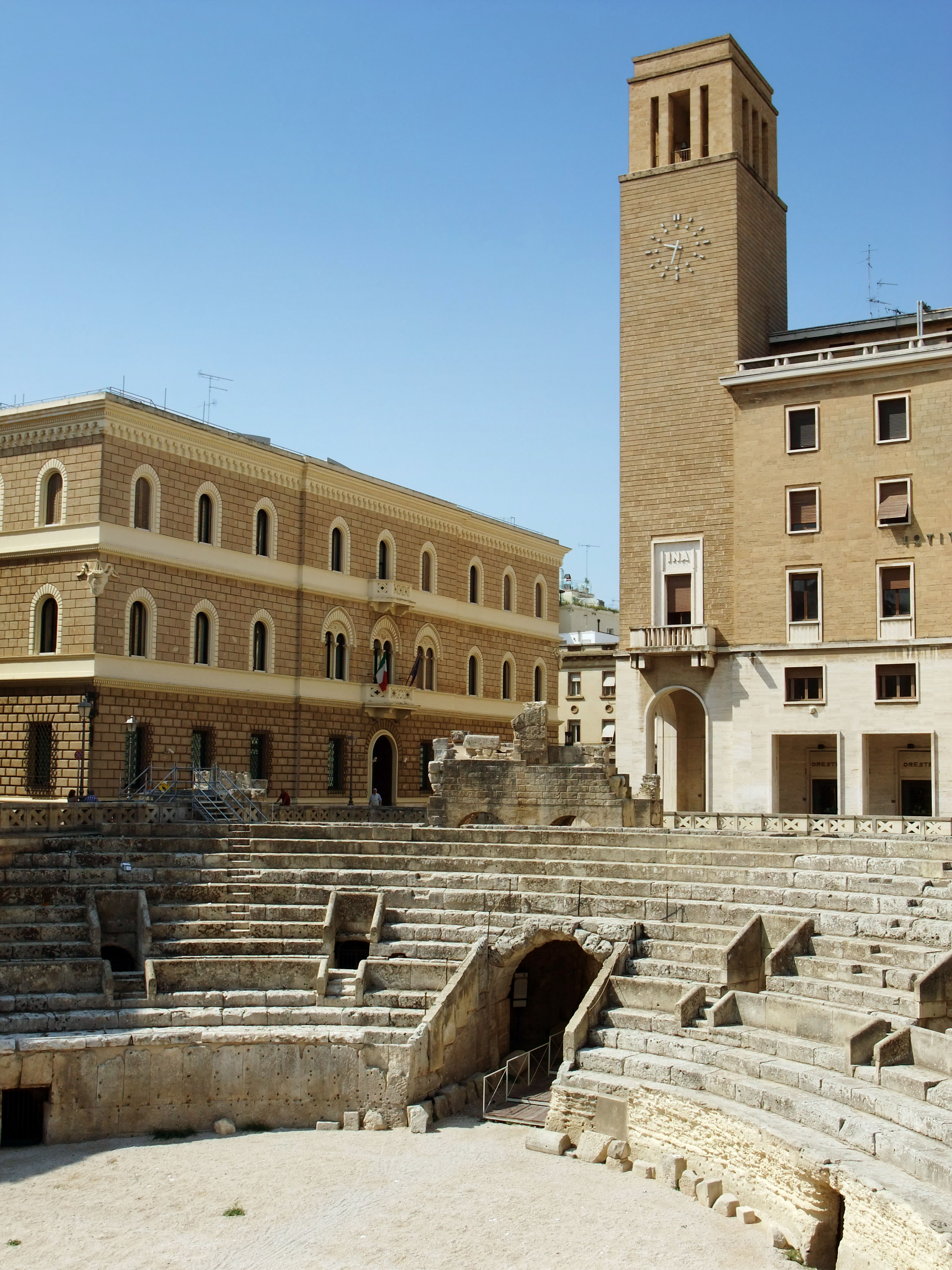
Ingresso all'arena.
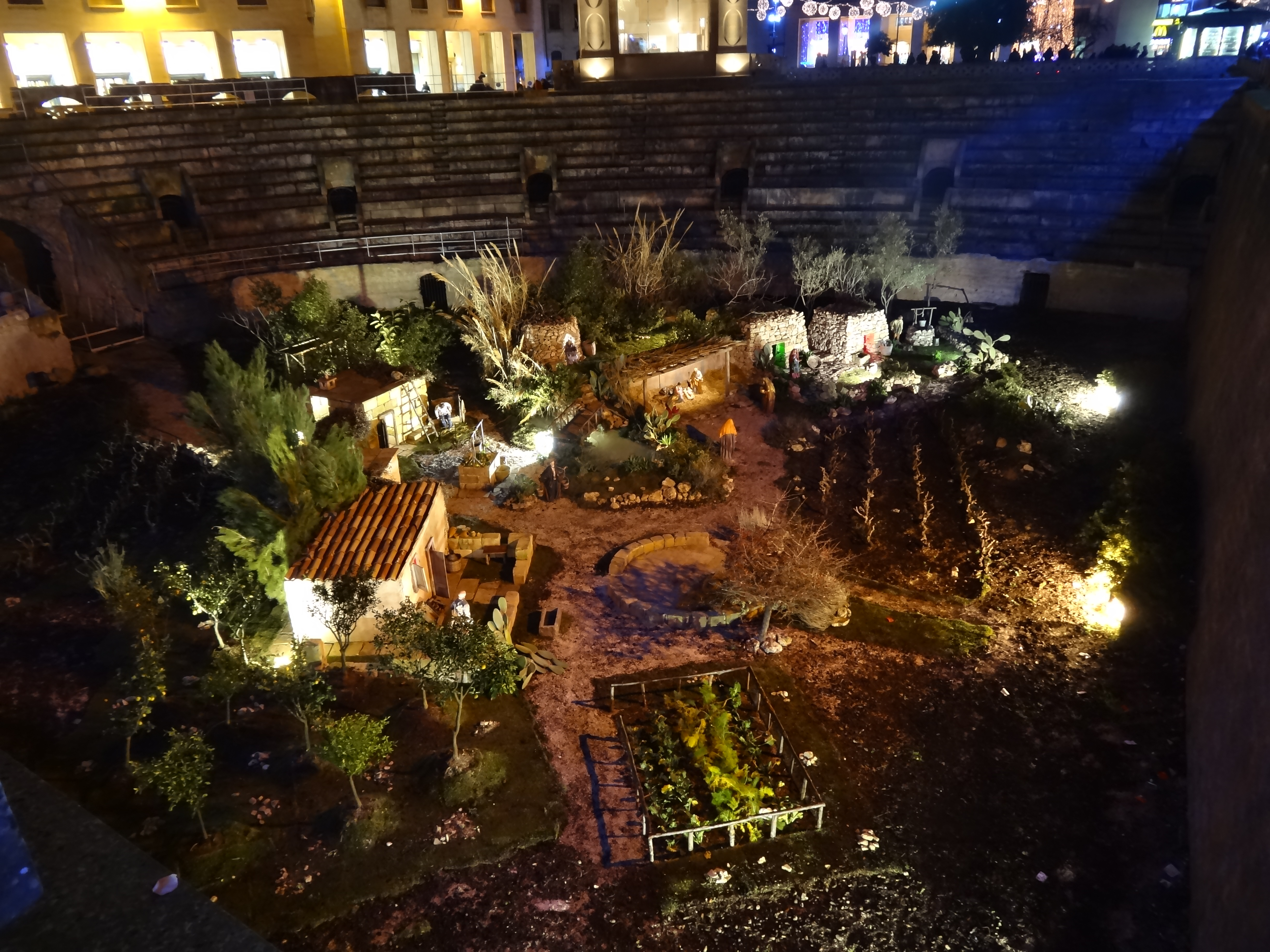
Presepe nell'anfiteatro romano di Lecce.
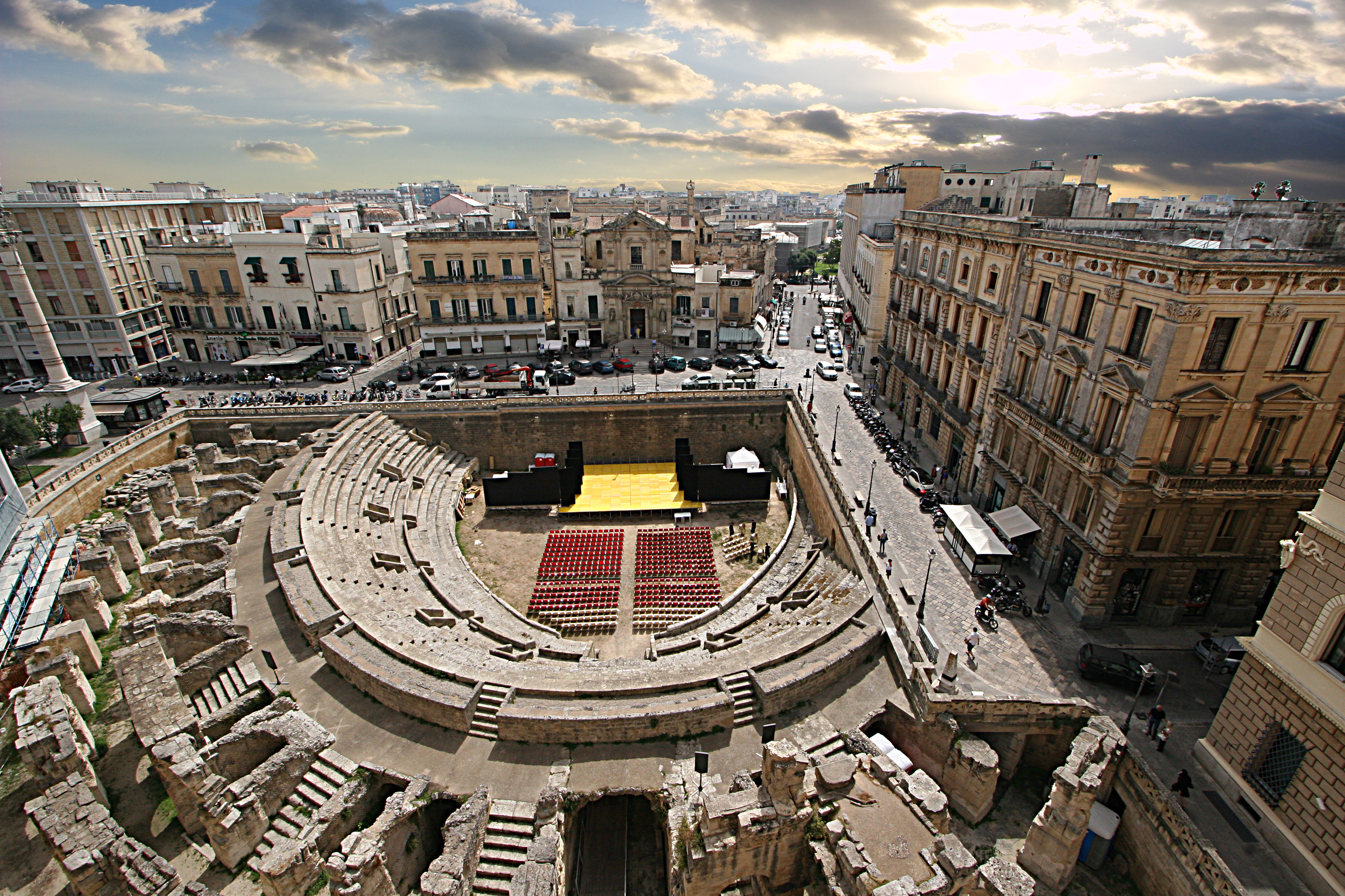
Anfiteatro dall'alto.
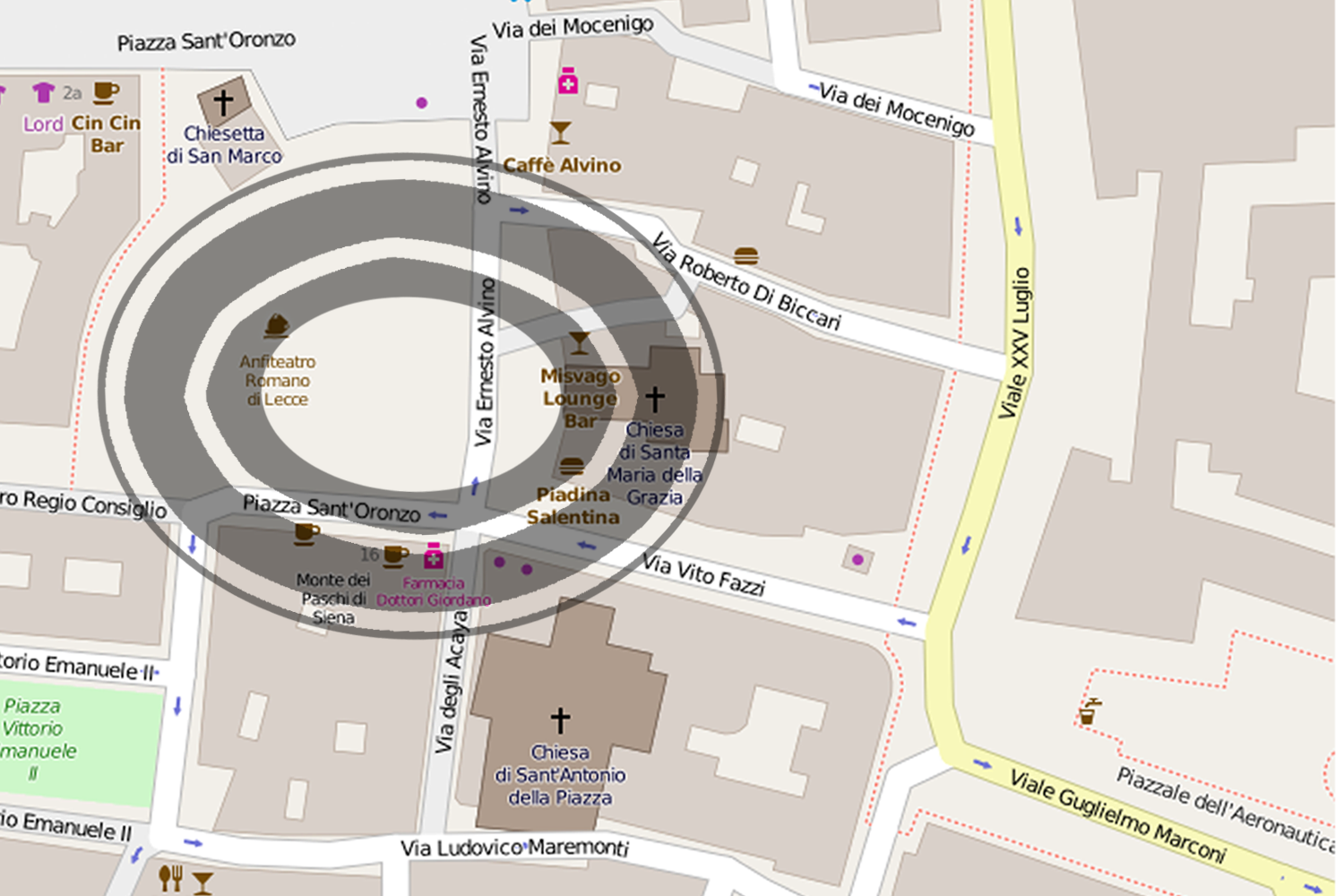
Mappa possibile ricostruzione.